# Zen Habits
Zen Habits este un blog creat de Leo Babauta, blogger, jurnalist și autor de bestseller, originar din Guam, ce trăiește momentan în San Francisco, Statele Unite ale Americii. 
Zen Habits este unul dintre cele mai vizitate bloguri de pe internet cu peste un milion de accesări zilnice și 260000 abonați, fiind numit de către Time (magazine) în TOP 25 bloguri. 
Din ianuarie 2013 Zen Habits Arhivat în 11 aprilie 2013, la Wayback Machine. este disponibil și în limba română.